# Gastronomía de Uruguay
La gastronomía de Uruguay es el resultado de la fusión de las cocinas italiana y española, producida a partir de la inmigración masiva que recibió el país. A esto se agrega la de otros países europeos, de la cocina criolla y la amerindia.
La carne asada a la parrilla, en especial la de vaca, es el plato más popular del país, dada la abundancia de ganado vacuno y lanar, criado libremente a cielo abierto desde la época colonial. El asado con cuero, es una práctica culinaria heredada de los antiguos corambreros y faeneros, en uso en las fiestas rurales de la región sur. Al norte del río Negro, es común el asado en estacas de madera a punta de fuego y brasas, humectado con salmuera, cuya cocción lleva 4 o 5 horas, que tiene su tradición, en sus antiguas estancias misioneras.
La inmigración italiana en Uruguay introdujo el consumo de la pasta, la pizza, la polenta o la milanesa. Según el cocinero y comunicador Sergio Puglia: «La cocina uruguaya no podría existir sin la influencia de la cocina italiana». Asimismo, productos como la pizza al tacho, la salsa caruso y el chivito fueron creados en Uruguay por italianos o descendientes de italianos.

## Carnes y embutidos
La producción de carne vacuna y la amplia explotación del sector de lácteos hacen de la gastronomía uruguaya un monopolio cárnico, entre los cuales se encuentra la carne de cuadril, el asado, las costillas, las achuras, los chinchulines, la ubre, la lengua y la molleja. Destacan, además, los alimentos procedentes del ganado porcino y ovino, así como aquellos obtenidos a partir de otras partes de la vaca (véase morcilla). En esta línea resaltan los chorizos, los embutidos y distintas variedades de jamón (cocido, crudo o ahumado), paleta, lomo, tocino y panceta.

### Asado
La parrillada o asado es quizás la comida más popular. Es un tipo de barbacoa donde la cocción se realiza con las brasas de la madera y no con carbón. Tanto en Montevideo como en zonas del interior del país, es común encontrar restaurantes, bares y centros de comida donde la carne constituye el menú principal. Además, es muy frecuente que se organicen reuniones en las que se reúne dinero suficiente entre los invitados para auspiciar la parrillada o contribuir con su realización. Por lo general, el consumo de carne vacuna y porcina predomina notoriamente sobre los de otros animales. No obstante, el conejo, la liebre, el ñandú, el pato, el pollo y el jabalí cuentan con gran representación en las áreas rurales.

El asado, el pollo a la parrilla o al spiedo, el chorizo, la morcilla, los chinchulines, mollejas, tripa gorda, chotos y la pamplona (arrollado de carne de cerdo o de pollo, relleno de queso, jamón, pimiento, aceitunas o pasas de uva) siguen siendo los platos preferidos por más de la mitad de la población. Otros platos son el churrasco, las hamburguesas (generalmente hechas de carne vacuna) y el clásico plato nacional, el chivito, un tipo de sándwich.

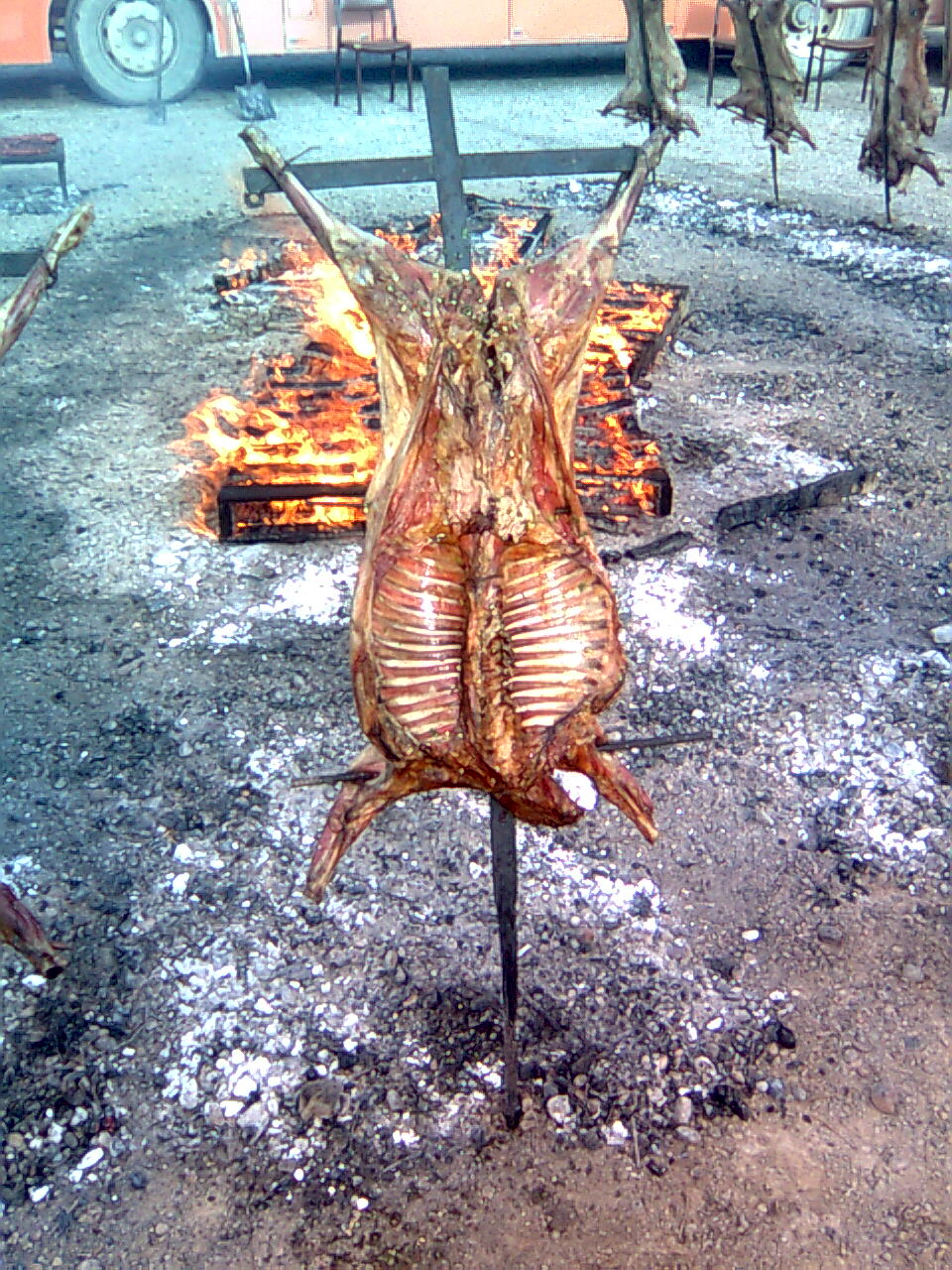
Cordero asado con cuero

#### Asado con cuero
El asado con cuero es un método de cocción de la carne, característico de la tradición gaucha. Es un plato típico de la región rioplatense, en el que se asa carne vacuna u ovina con el cuero. La cocción se puede realizar en una parrilla o en un pincho o espiedo al aire libre. En el caso de la carne vacuna existen dos variantes: una con pelo y otra con el cuero pero sin el pelo. Habitualmente en este tipo de preparación se utilizan animales jóvenes.

La cocción lleva varias horas con brasa a fuego lento, de manera de que el cuero no se queme. La finalidad de asar con el cuero es para que la carne no se seque con el calor y aportar sabor al plato.

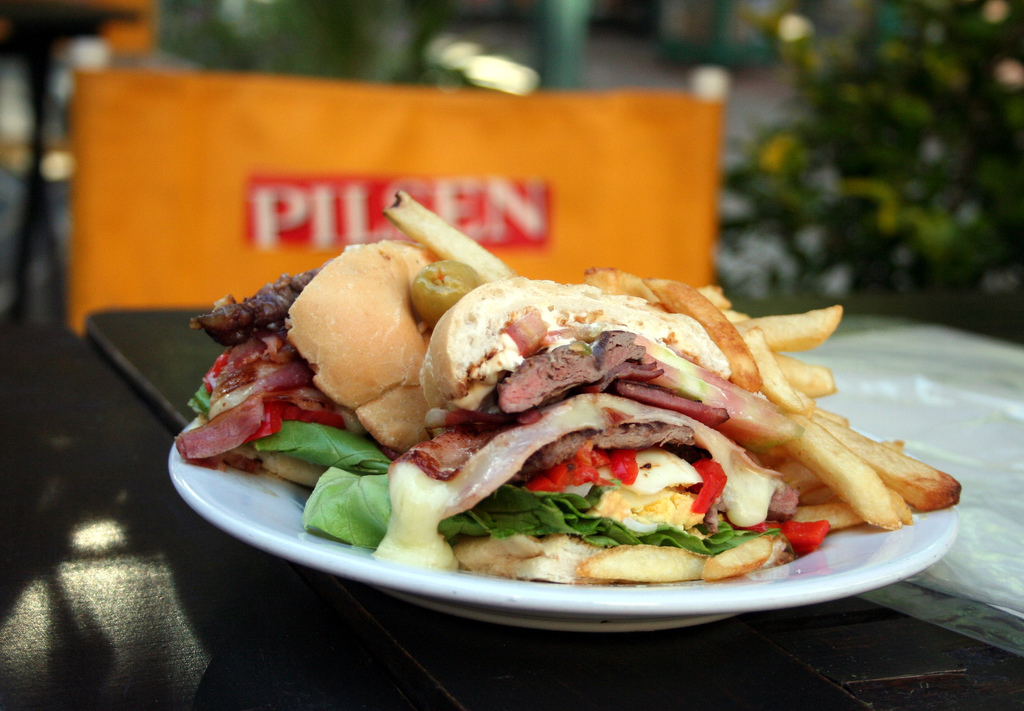
Chivito al pan

### Chivito
El chivito es un plato tradicional uruguayo, creado en la localidad de Punta del Este. Es un sándwich de carne vacuna (generalmente de lomo a la plancha), a la que se agregan jamón cocido, panceta (tocino), queso mozzarella, lechuga, tomate, rodajas de huevo duro y morrón (pimiento) y mayonesa. Es común que se lo acompañe con una porción de papas fritas, ensalada rusa u otras guarniciones. Esta variedad se conoce como chivito canadiense. También se ofrece el llamado chivito al plato, con los mismos ingredientes pero servidos sin pan.

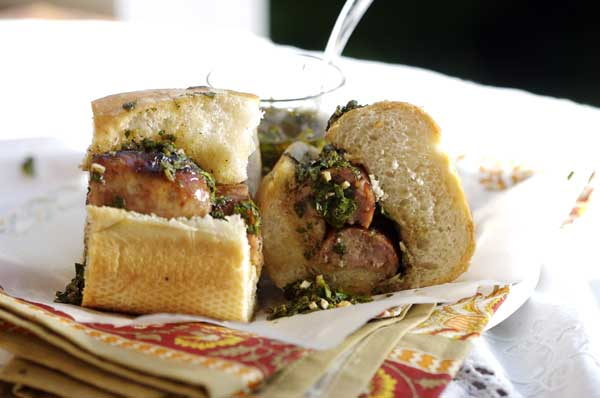
Choripán

### Choripán
El choripán es un sándwich de chorizo, acompañado a veces de lechuga y tomate, con salsas varias. Es muy popular como comida al paso, y generalmente se vende en carritos. En las décadas de 1970 y 1980 se dio la proliferación debido a la popularidad de «El Galleguito», empresa de carritos que popularizó el choripán con todo tipo de condimentos y acompañamientos. 

### Sándwich olímpico
El sándwich olímpico es un sándwich triple de pan de molde relleno de jamón, queso, huevo duro, tomate, lechuga y mayonesa. Es una variante del sándwich de miga.

### Pancho
En Uruguay se denomina pancho al sándwich con una salchicha de Frankfurt (frankfurter) hervida servida en un pan de forma alargada, conocido como pan de Viena (un pan ligero, esponjoso, de miga blanda y corteza suave y pareja), al que se le realiza un corte longitudinal. 

El pancho suele llevar distintos aderezos, como kétchup, mayonesa, salsa golf, aderezo a base de mostaza u otros agregados, por ejemplo, el pancho "porteño" está cubierto por  jamón y queso gratinado.

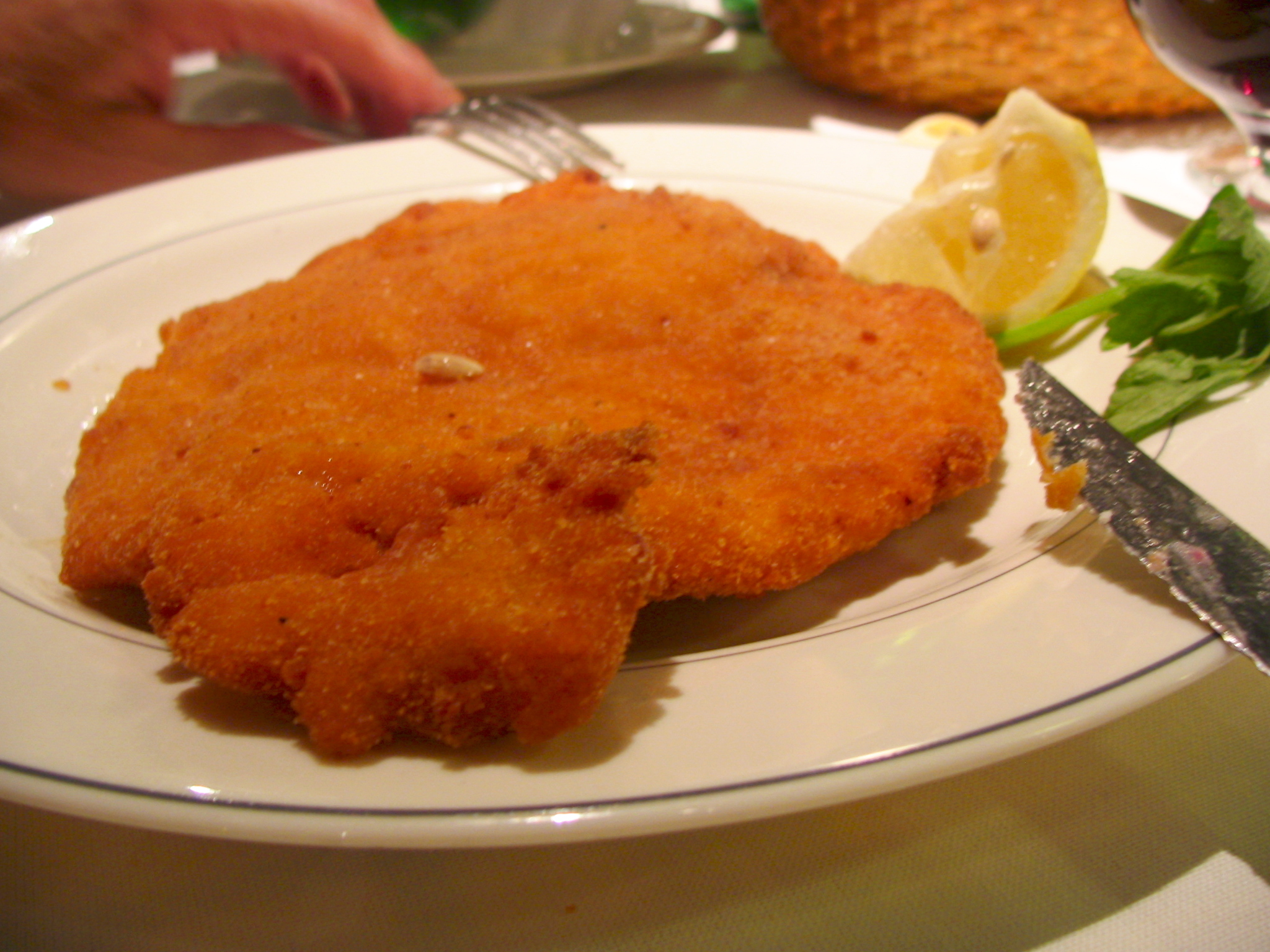
Milanesa

También se come otra variedad de salchicha conocida como «húngara», más picante. A diferencia del frankfurter, que suele hervirse, la «húngara» suele cocerse a la plancha. Una variación del frankfurter son las «pildoritas», pequeñas salchichas de consumo típico en copetines, servidas al plato sin pan. Suelen ser acompañadas con los mismos aderezos que el pancho.

### Milanesa
La inmigración italiana de fines del siglo xix y comienzos del siglo xx, introdujo la milanesa, hecha con carne vacuna pasada por huevo y pan rallado, tanto frita como horneada. Además, se consume la milanesa al pan (baguette con tomate, lechuga, mayonesa) y la milanesa a la napolitana, cubierta de salsa de tomate, orégano, jamón y queso mozzarella. También se preparan de pollo, pescado, carne ovina o porcina.

## Farináceos
Productos fabricados con harinas de cereales (trigo, arroz, maíz, centeno o cebada), de legumbres (lenteja, el garbanzo o la soja) o de frutos secos o semillas.

### Empanada
La empanada se prepara con una masa fina a base de trigo y se consume tanto frita como horneada. A lo largo de los últimos años, este plato ha adquirido una enorme popularidad. Su origen se remonta a la llegada de inmigrantes gallegos a Uruguay, desde finales del siglo xix hasta mediados del xx, que instalaron principalmente confiterías en Montevideo y el interior del país. El éxito que obtuvo propició su producción y su correspondiente extensión a otros departamentos. Se encuentran comercios especializados en la venta de empanadas y tartas, que combinan recetas e ingredientes nacionales con aquellos regionales y de otros países.
Las empanadas más comunes son las dulces rellenas de membrillo, dulce de leche y ricota con pasas, y las saladas gallega, de jamón y queso, de queso y cebolla y de carne vacuna, agridulce o picante.

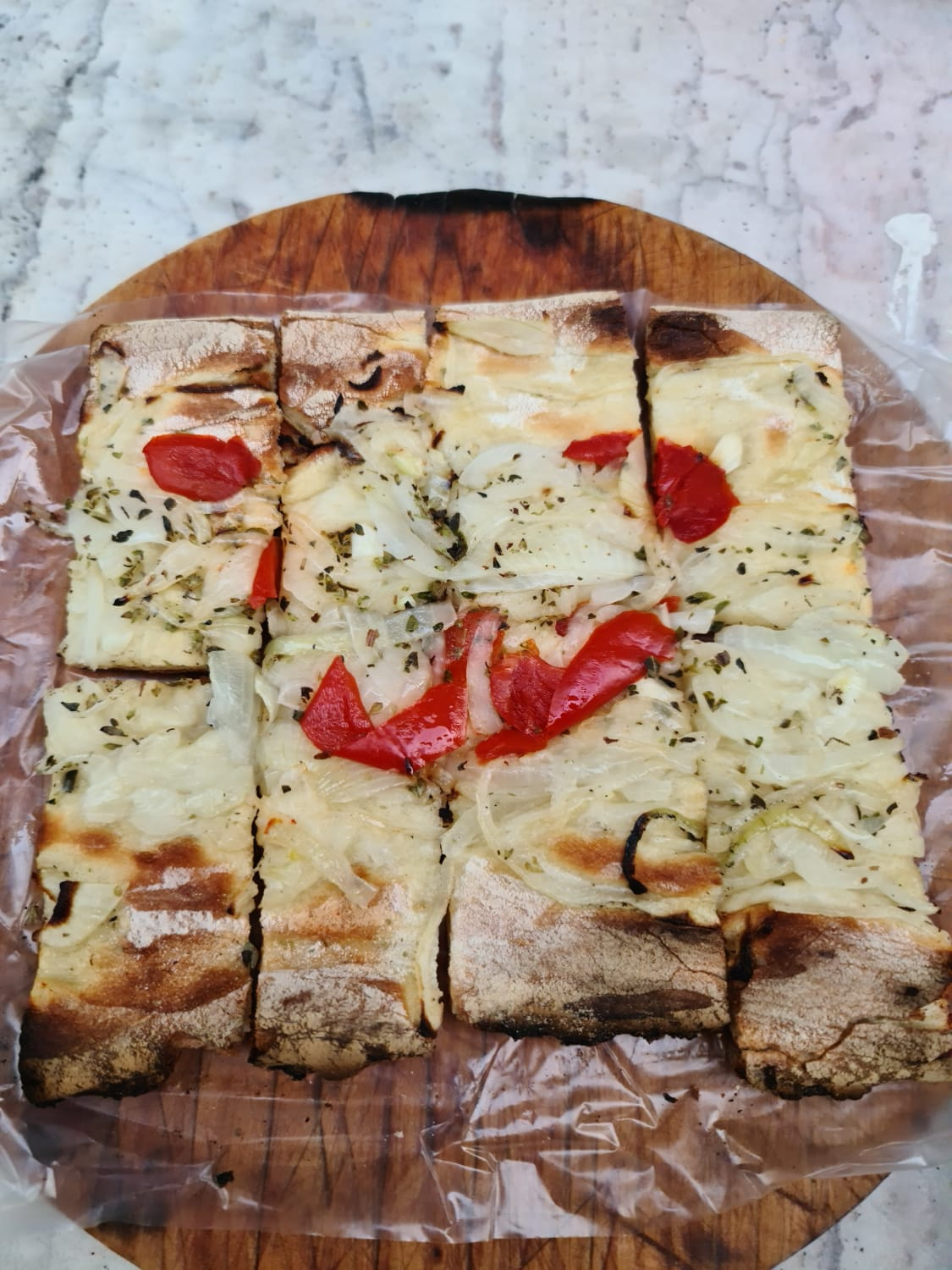
Figazza uruguaya.

### Pizzay fainá
La influencia italiana en Uruguay se hace aún más notoria en la cantidad de pizzerías y fábricas de pasta que se encuentran en todo el país. La pizza y la fainá llegaron partir de los años 1830. A finales del siglo xix los inmigrantes italianos empezaron a abrir las primeras pizzerías con hornos a leña y también se solía vender en puestos ambulantes.
En los años 1930 surgió la «pizza al tacho», una pizza sin tomate recubierta de varios quesos, inventada por el pizzero italiano Angelo Nari en el restaurante Tasende. También existen otras variedades, como la pizza a la pala o «pizza a la piedra» de forma rectangular o la llamada figazza, hecha con masa de pizza, aunque sin salsa de tomate, y cuyos ingredientes principales son la cebolla y el morrón.
Durante los años 1960 su consumó se popularizó. La pizza es uno de los platos más populares entre los uruguayos, y en 2018 se registraron 420 pizzerías.

### Pasta

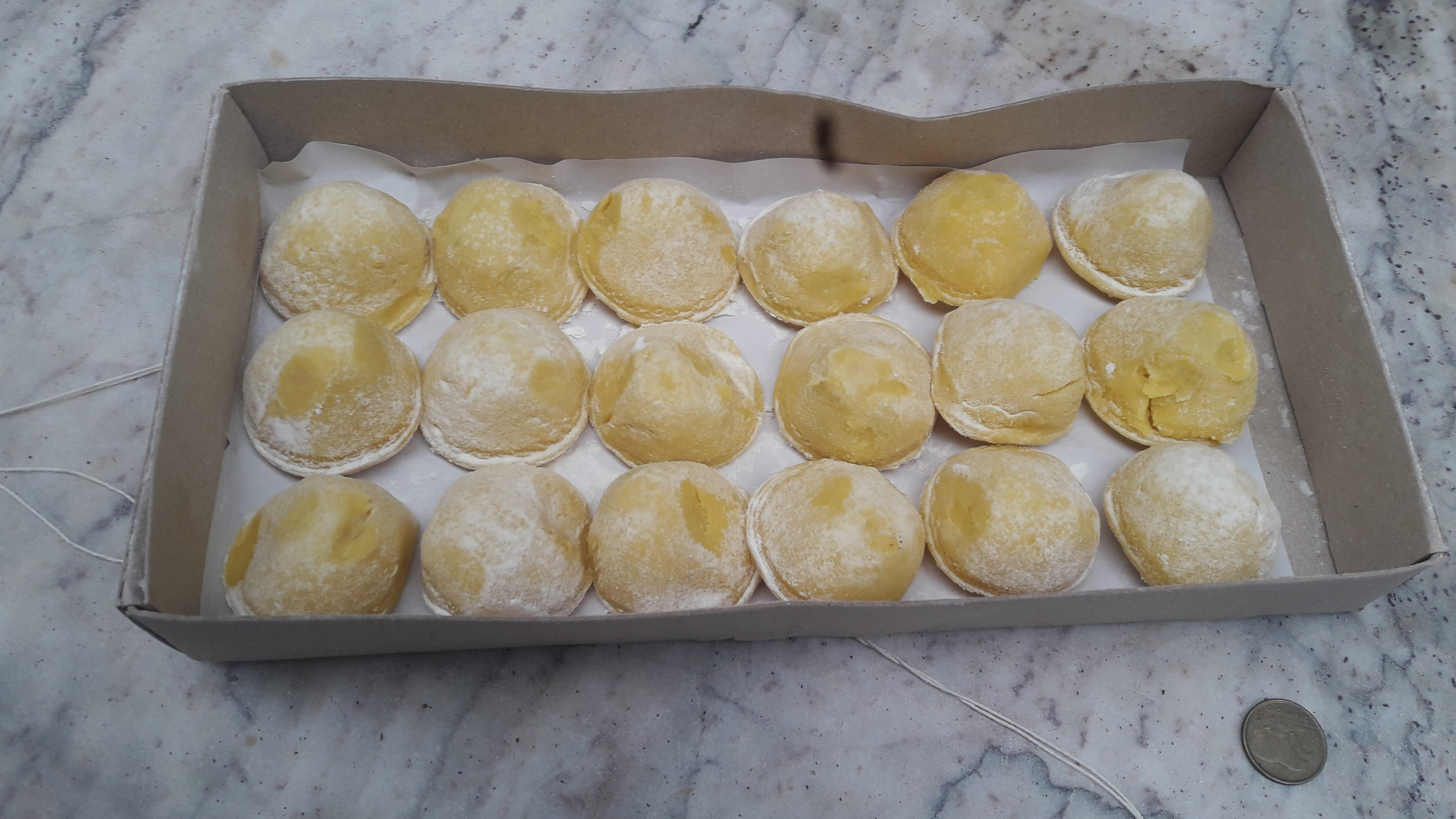
Romanitos

Las pastas, tanto las simples (tallarines, fusilli o farfalle) como las rellenas (cappelletti, agnolotti, sorrentinos, tortellini, ravioles y ñoquis) suelen servirse con salsa de tomate o tuco, salsa boloñesa, pesto, salsa de quesos o, en el caso de las rellenas, de salsa caruso.
Hay una pasta original de Uruguay denominada romanitos, la cual consiste en bolas de masa similar al ñoqui rellenas. Los rellenos varían, pero el más común suele ser muzzarella y jamón. Son ampliamente difundidos en restaurantes y fábricas de pastas y son elaborados de forma industrial por la marca Los Abuelos y Budakiss.

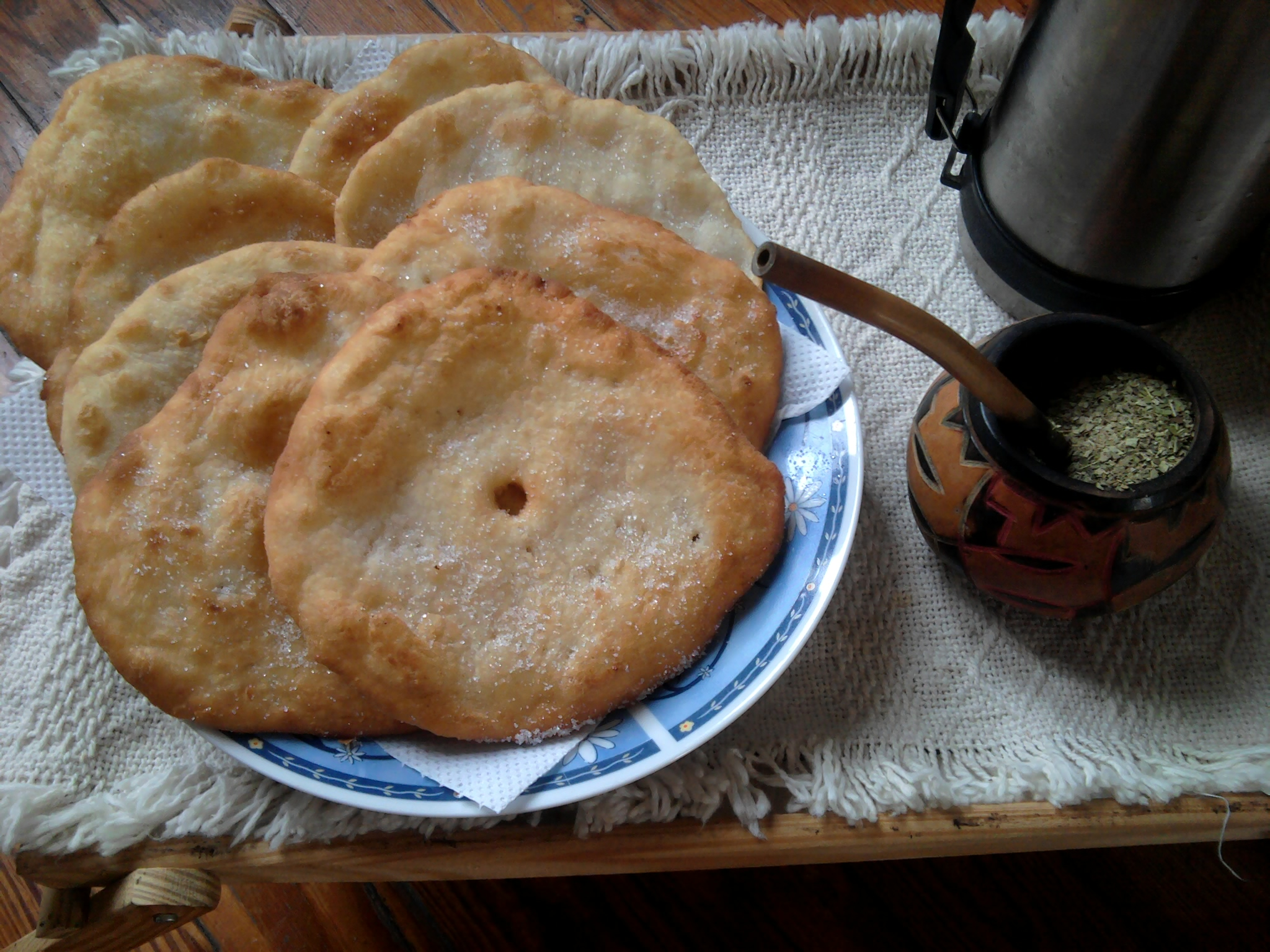
Tortas fritas uruguayas

Es costumbre celebrar el «día de ñoquis» todos los 29 de cada mes, con el fin de reunirse para comer esta pasta servida con algún tipo de salsa, y depositar dinero debajo del plato a modo de deseo para que el dinero no falte y se den mejores expectativas económicas para el mes entrante.

### Torta frita
La torta frita es una masa de harina de trigo cocida en grasa (vacuna u ovina), manteca o aceite vegetal. A veces lleva levadura, huevo, leche o azúcar. Por lo general es de forma circular y tiene un pequeño corte en el centro. Es habitual cocinar tortas fritas en las tardes de los días lluviosos para acompañar el mate. Se les puede agregar dulce de leche, azúcar o sal.

## Lácteos

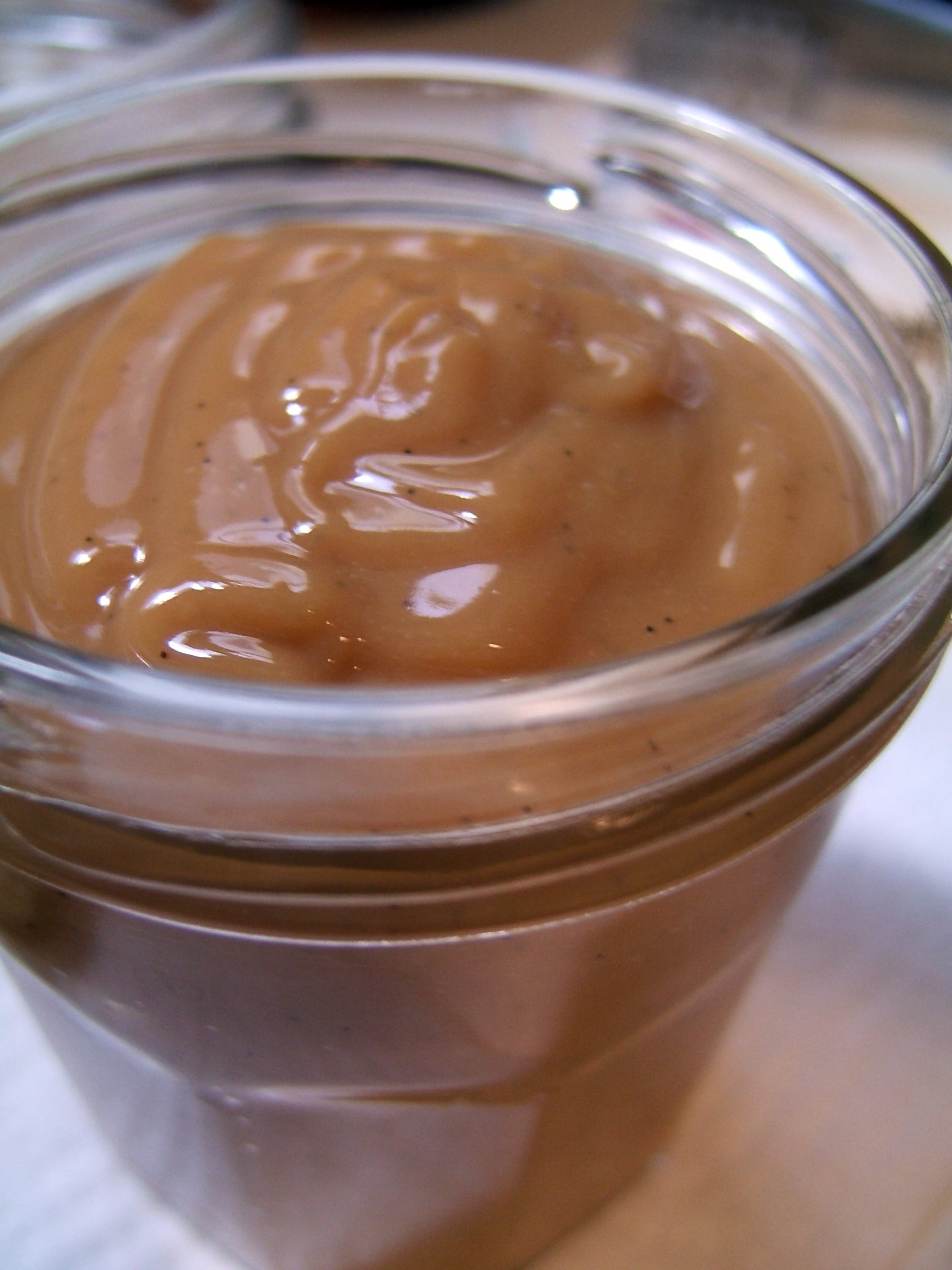
Dulce de leche

De la producción de la industria lechera se obtienen la manteca, la crema doble (como se denomina a la crema de leche sin batir), el dulce de leche, distintos tipos de queso (Colonia, semiduro, magro, mozzarella, de sándwich, roquefort, ricota, untable, etc.), el yogur, la leche entera o descremada pasteurizada y la leche en polvo.

### Dulce de Leche
El dulce de leche es el lácteo mas representativo del país. Se fabrica con leche entera de vaca y azúcar, y se utiliza tanto para repostería como para untar en el pan el desayuno o merienda. Se dice que surgió en Uruguay, durante la época colonial, donde los esclavos lo fabricaban para poder consumir leche y azúcar, pero no se sabe a ciencia cierta el origen, ya que muchos países lo reclaman. El día internacional del dulce de leche es el 11 de octubre, muy festejado a lo largo del país. Se estima que los uruguayos consumen 3,2 kilos per cápita anualmente, una de las razones por las que la UNESCO reconoció al dulce de leche como patrimonio gastronómico de la región rioplatense.  

### Quesos

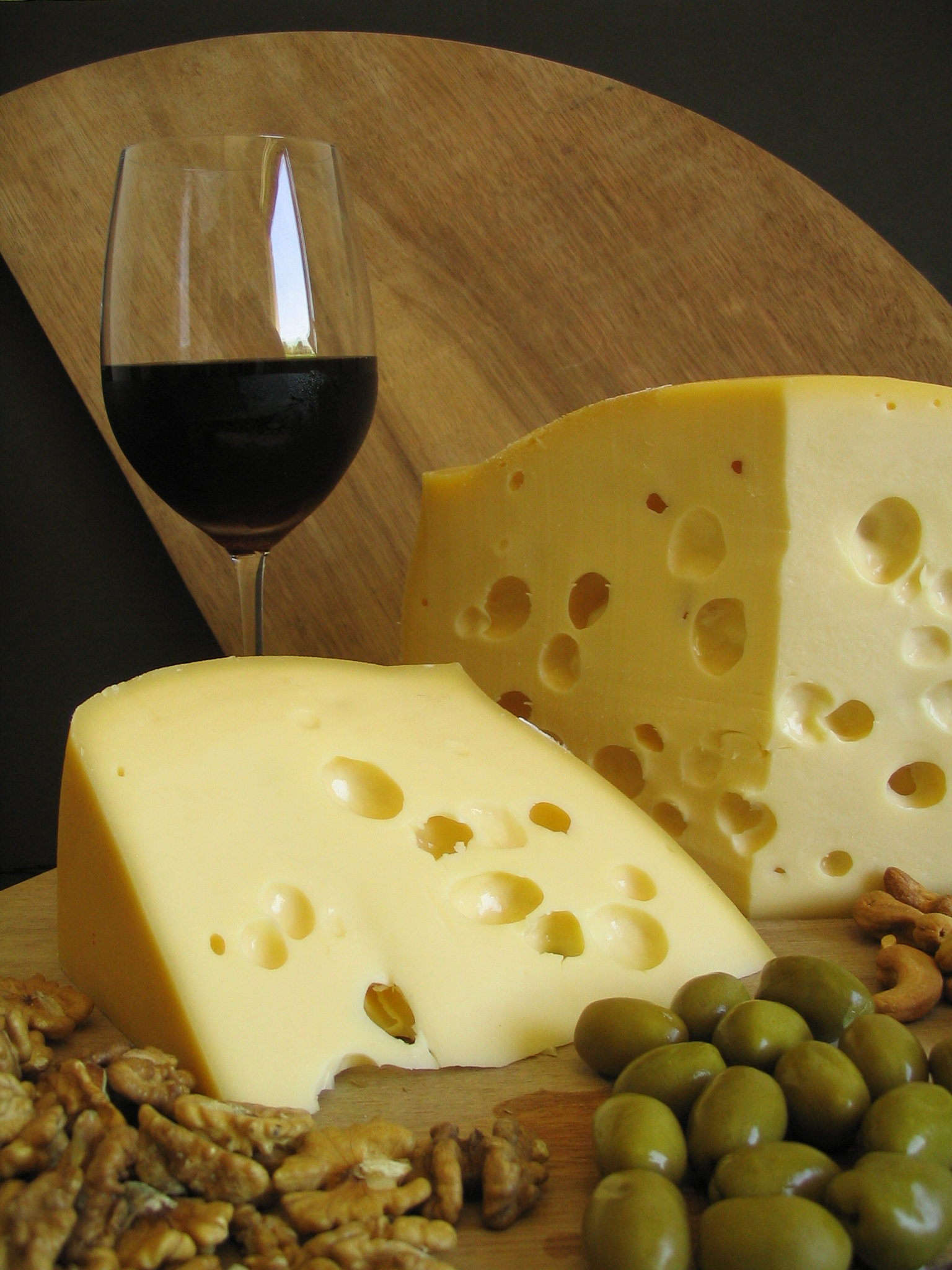
Queso Colonia

#### Queso Colonia
El queso Colonia es un queso de leche vacuna de pasta semidura (entre 36 y 45 % de agua), cocido y prensado. Tiene entre 40 y 59,9 % de materia grasa, una maduración de entre cuatro y doce meses y una aspereza de suave a media. Es un queso de alta humedad, consistencia elástica, de color blanco amarillento a amarillento, textura lisa y uniforme, olor suave y sabor ligeramente dulce. Su forma es cilíndrica y chata. Los ojos son grandes, de entre 2 y 20 mm de diámetro, no muy numerosos y repartidos uniformemente.
Es una variedad originaria de la región de Nueva Helvecia en el departamento de Colonia. En sus orígenes era un queso muy similar a los quesos suizos como el gruyer y el emmental. Con el correr de los años las características de este queso fueron variando, al extenderse su fabricación.

## Postres

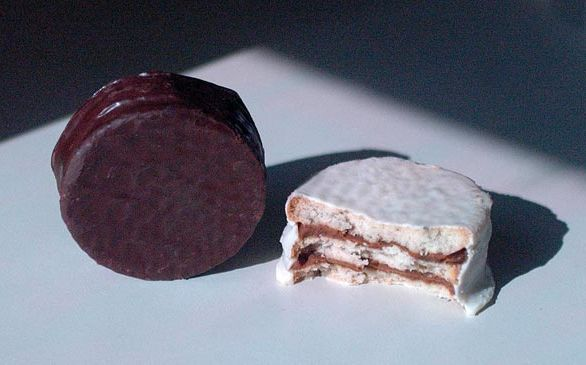
Alfajores triples bañados de chocolate y nieve rellenos de dulce de leche

### Alfajor
El alfajor es de origen árabe. Es muy probable que haya llegado desde España de la mano de inmigrantes andaluces a mediados del siglo xix, al igual que otros productos de la cocina árabe como el turrón de almíbar. Fue introducido en la región rioplatense por las comunidades religiosas que se establecieron para misionar y evangelizar. Luego de adoptado, se crearon variaciones con relleno de dulce de leche.
Uno de los pioneros en la fabricación de alfajores en la región fue el francés Augusto Chammás, que llegó a Uruguay en 1840 y, en 1869, fundó una pequeña industria familiar dedicada a la confección de confituras, entre ellas el alfajor. La innovación que introdujo Chammás consistió en confeccionar el alfajor con tabletas redondas.
La industria del alfajor se centra en los departamentos de Lavalleja, Maldonado y Montevideo. Destacan los fabricados en Minas y Punta del Este, el primero de los cuales sigue una receta artesanal en la elaboración de esta golosina que se basa en la adición extra de dulce de leche y en una textura algo más plana. Los alfajores de Maldonado, en cambio, son por lo general más elaborados y presentan varias formas y sabores, como chocolate blanco, negro o nieve (glaseado de azúcar), y relleno triple. Los alfajores uruguayos se exportan a otros países de América Latina, Estados Unidos y la Unión Europea.

### Postre chajá

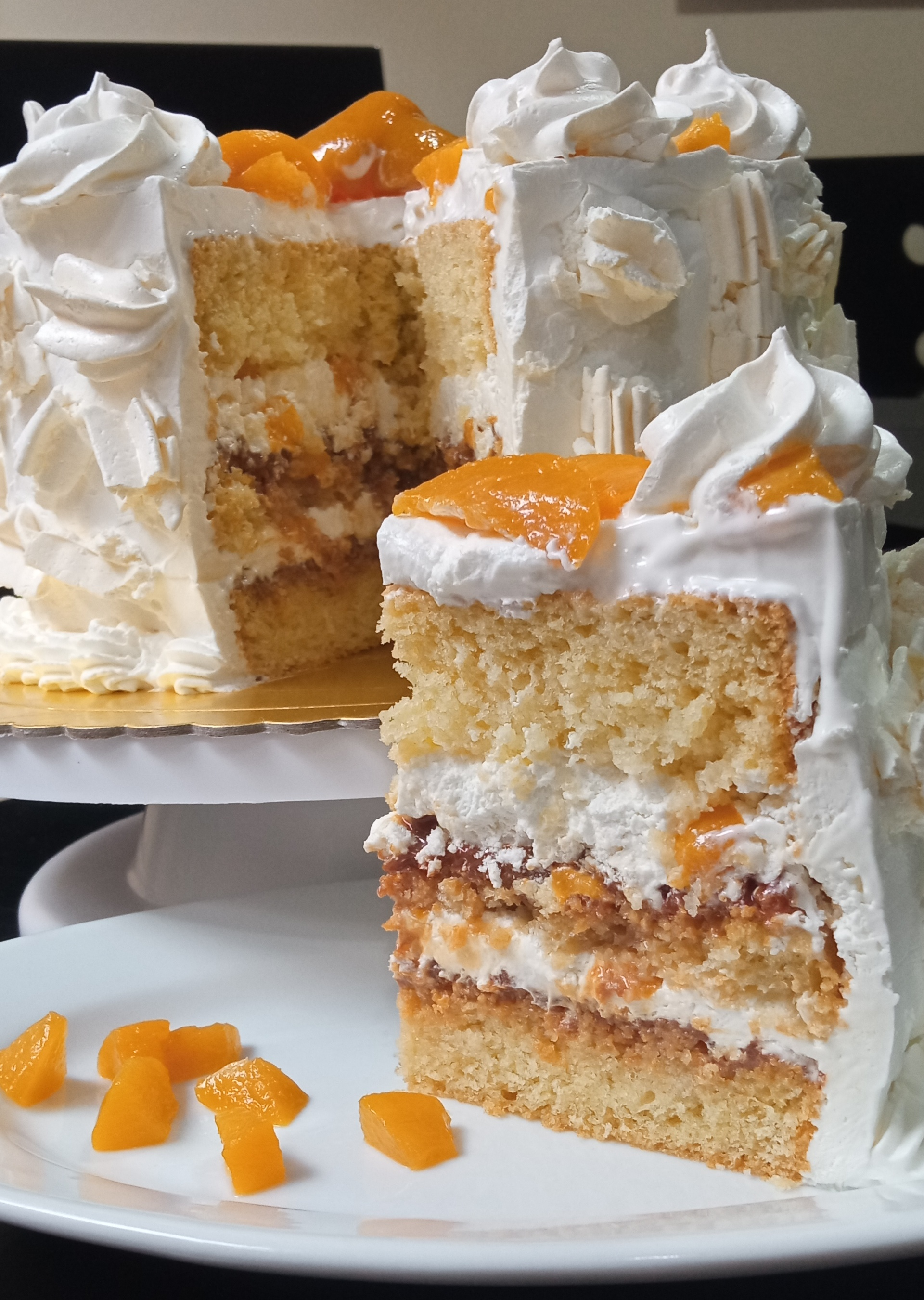
Torta chajá

El postre chajá fue creado el 27 de abril de 1927 por Orlando Castellano. Está hecho con merengue, bizcochuelo, crema y durazno.

### Massini
El massini es un postre individual de bizcochuelo, crema chantillí, con una tapa de bizcochuelo con caramelo. Es un postre originario de Italia, popularizado en Uruguay por la Confitería Carrera.

### Pasteles criollos
Los pasteles criollos se preparan con una masa hojaldrada rellena de dulce, generalmente dulce de leche o dulce de membrillo.

### Martín Fierro
El Martín Fierro es un postre hecho con una rebanada de queso y una de dulce de membrillo. Lleva el nombre del protagonista del libro de poesía gauchesca de José Hernández.

### Pastafrola
También conocida como pasta flora o pastafrola, es una tarta de origen italiano consistente en una masa cubierta con dulce de membrillo, de batata (boniato) o dulce de leche y adornado con tiras delgadas de la misma masa que forman un cuadriculado romboidal sobre la capa de dulce. Toma su nombre de la pasta frolla, una masa de harina utilizada en Italia para la realización de la crostata.

### Ricardito
El ricardito es un postre hecho con una base de galleta, merengue y baño de chocolate. Fue creado por la empresa de chocolates «Ricard», de ahí su nombre. También hay ricarditos artesanales hechos en panaderías y confiterías. Sin embargo, a partir del 1 de junio de 2023, Bimbo, dueño de Ricard, dejó de producir el ricardito.

### Garrapiñada
La garrapiñada se elabora con maní, azúcar y esencia de vainilla. Se vende en pequeños paquetes en puestos callejeros, mayoritariamente en otoño e invierno. También se preparan almendras garrapiñadas

### Otros postres
También se preparan postres muy populares en otros países, como strudell (pastel arrollado de manzana de origen alemán), budín inglés, pan dulce, arroz con leche, churros, flan, ensalada de frutas, panqueques, helado o postre de gelatina.

## Bebidas analcohólicas

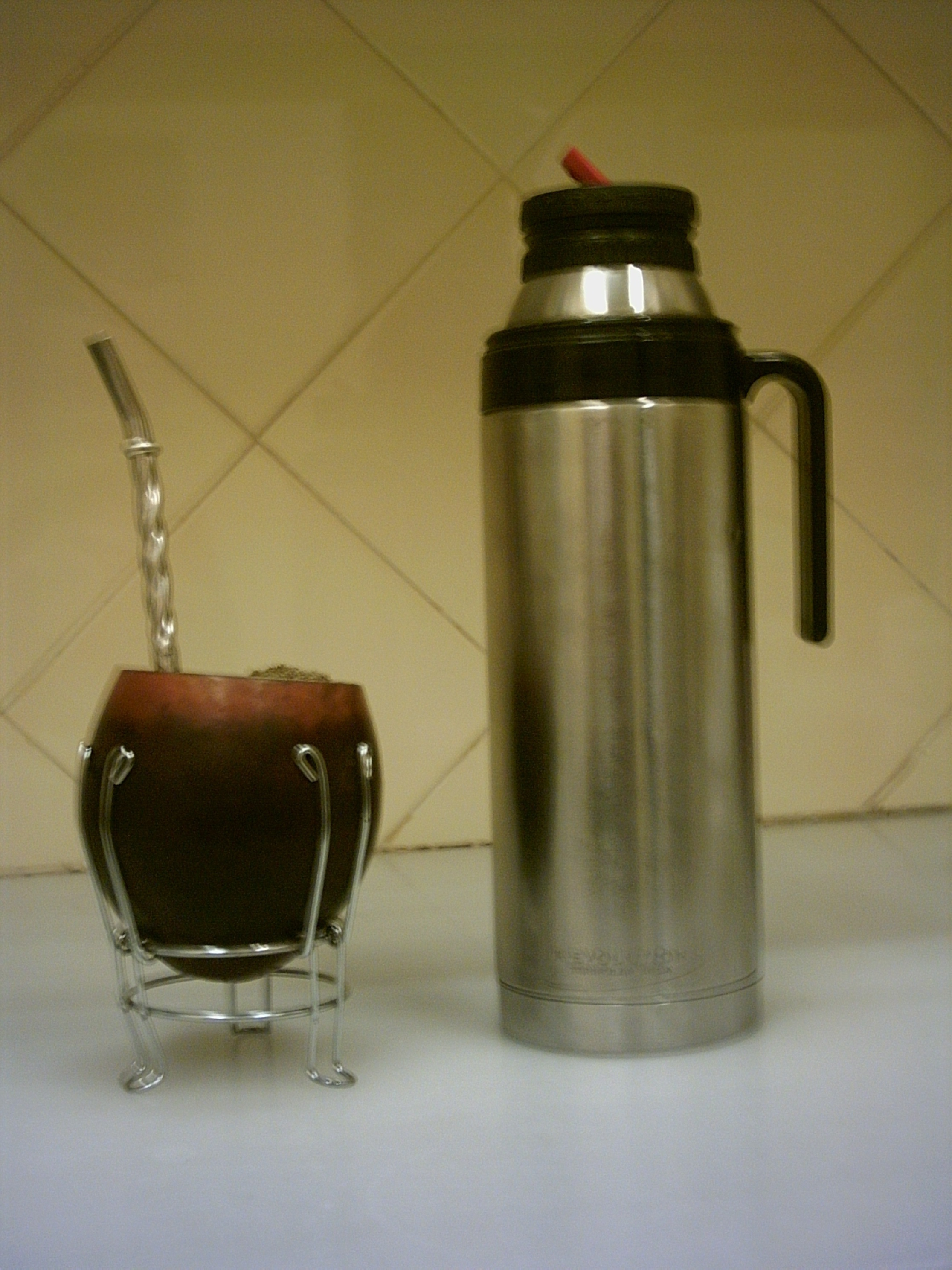
Termo acompañado del mate típico en Uruguay, un calabacín ahuecado

Una bebida analcohólica es el mate, de origen guaraní. «Mate» es originalmente el nombre de un tipo de calabaza, el porongo (que es con el que se hace tradicionalmente el envase en el que se sirve el mate). La infusión toma el nombre de esta calabaza dura, vaciada, secada y cortada que es el recipiente tradicional para la yerba mate molida con la que se prepara la bebida que se consume caliente. Para su preparación, el mate se llena con yerba y algunas hierbas silvestres opcionales, y se bebe a través de una bombilla (un sorbete tradicionalmente metálico, generalmente de plata, aunque también hay bombillas de caña).
El mate en Uruguay suele ser amargo, variedad también conocida como «cimarrón», pero también se consume dulce, al que se le agrega azúcar o incluso alguna cáscara de naranja o mandarina u hojas de cedrón También se consume mate cocido, mate con leche, café u otras variantes.

## Bebidas alcohólicas

### Vino
Actualmente existe una gran producción uruguaya de vinos. El país ha apuntado en los últimos 20 años a una producción de calidad dada la imposibilidad de competir con el vino producido en grandes cantidades en regiones vecinas (como en las provincias de Mendoza, San Juan y Salta en Argentina).
Una particularidad de la producción vitivinícola del Uruguay, especialmente la comercializada a nivel internacional, es el uso de la variedad de uva Tannat. Si bien hay otros países donde esta variedad es producida, incluido Francia de donde es originaria, la mayor parte de la producción proviene del Uruguay. El mismo también es utilizado para salsas en la variedad de «carne al Tannat».

### Medio y Medio
El medio y medio es un vino de corte producido a partir de la mezcla de vino espumoso dulce y vino blanco seco. El más conocido es el que lleva la marca del restaurante Roldós. Dicho restaurante abrió en el Mercado del Puerto en 1888 y, durante años, elaboró el medio y medio en forma artesanal. Actualmente el medio y medio con su marca es elaborado por la bodega Bruzzone y Sciutto a partir del corte de vino espumoso moscato blanco y pinot blanc. Tradicionalmente se elaboraba únicamente medio y medio blanco, pero actualmente hay también rosado y tinto.
En los bares populares se conoce como medio y medio a la mezcla de caña con vermú blanco.

### Grappa
La grappa se obtiene del destilado de orujos y borras provenientes de la fermentación de la uva, su origen es italiano. En Uruguay se toma pura o mezclada como ser:
Grappa con limón, Grappamiel, una bebida típica de Uruguay, mezcla de grappa y miel de abeja. La grappa con miel contiene en general alrededor de 25 % de alcohol.
También Grappa con yuyos o frutas.

### Caña
La caña uruguaya es una bebida alcohólica obtenida a partir de destilados alcohólicos simples o de la destilación de mostos fermentados/ de jugos de caña de azúcar (guarapo) o de melazas o de mieles de caña de azúcar. Se le atribuye un origen paraguayo, que ya era fabricada en tiempos de los jesuitas.
El principal productor de caña hasta 2018 solía ser Compañía Ancap de Bebidas y Alcoholes S.A., de propiedad estatal, que ofrecía tres variedades: la Caña de los 33, producto de la mezcla de destilados luego estacionados en cubas de roble, la Caña Aneja Especial y la Caipiriña Bella Flor, aguardiente con aromas naturales de limón. Actualmente se encarga de la producción DUB, Distribuidora Uruguaya de Bebidas, bajo la marca Bambú.
En el Bar Los Yuyos se venden cerca de 50 variedades de caña saborizada. Las más conocidas son la caña con pitanga, la caña con orejones de durazno y la caña con drupas de la palmera butiá.

### Espinillar
El espinillar es una variante uruguaya del ron. Se obtiene mediante la destilación de mieles de caña de azúcar y se añeja en barriles de roble por un mínimo de tres años. Era producido hasta 2018 por la Compañía Ancap de Bebidas y Alcoholes de ANCAP. Se presentaba en dos variantes: el «clásico» y el «roble». El espinillar roble es añejado durante diez años en barriles de roble. Esta bebida podía ser consumida sola, con bebidas de cola o combinada en cócteles.